# Zoro
Ne doit pas être confondu avec Zorro (homonymie).
Zoro est une commune rurale située dans le département de Gao de la province du Ziro dans la région du Centre-Ouest au Burkina Faso.